# The Two Noble Kinsmen

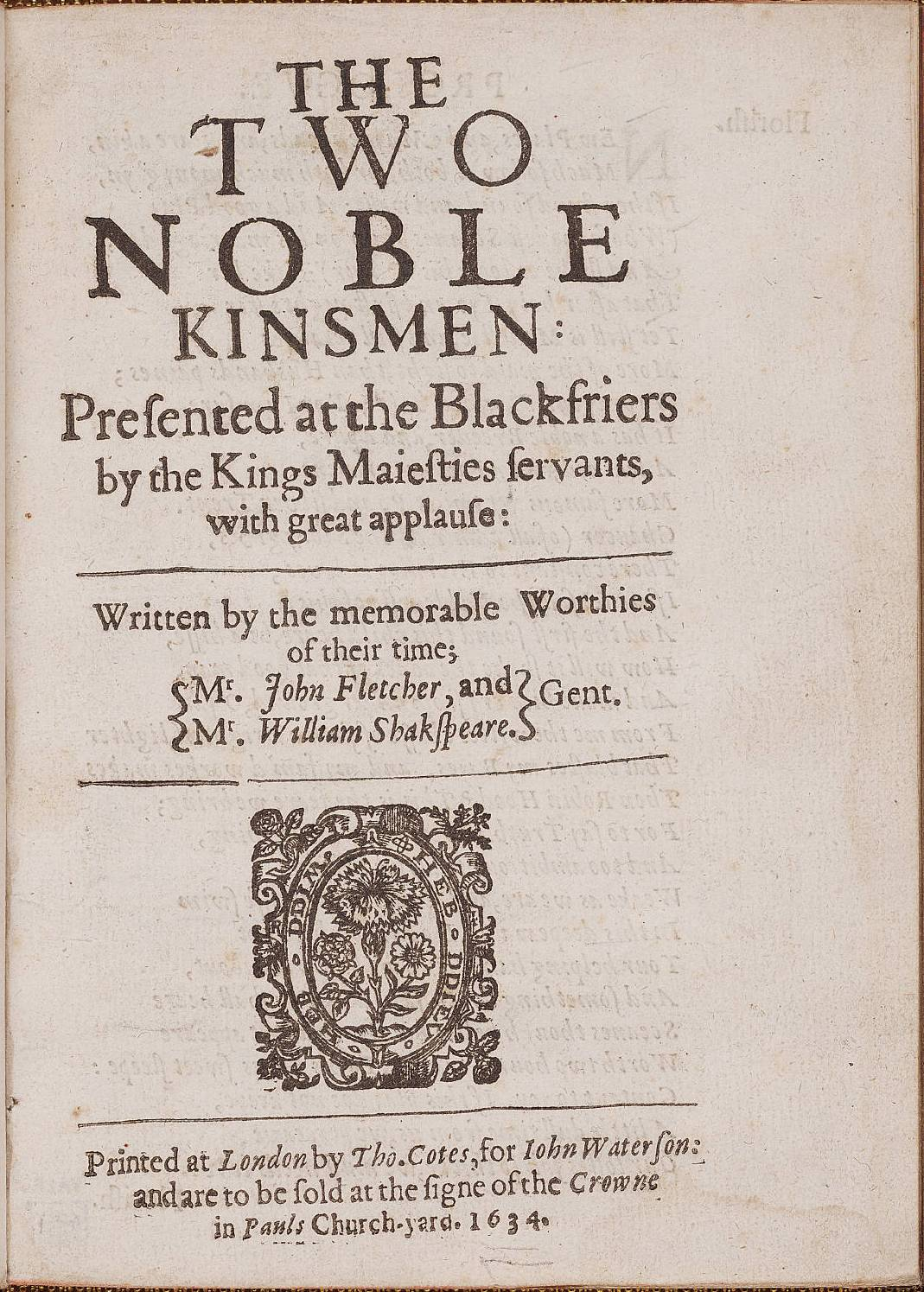
Titelpagina van The Two Noble Kinsmen in de quarto-uitgave van 1634. John Fletcher wordt als hoofdauteur als eerste vernoemd.

The Two Noble Kinsmen (Twee edele verwanten) is een komedie van John Fletcher en William Shakespeare die pas in 1634, achttien jaar na Shakespeares dood, werd gepubliceerd. Op de titelpagina staan net als bij de inschrijving in het Stationers' Register twee auteurs vermeld: Shakespeare en John Fletcher, een toneelschrijver van wie vermoed wordt dat hij ook aan andere stukken van Shakespeare meewerkte, zoals Henry VIII. Fletcher schreef het grootste deel van The Two Noble Kinsmen. Het zou omstreeks 1613 geschreven zijn, met The Knight's Tale van Geoffrey Chaucer als belangrijkste inspiratiebron. Het wordt soms gerekend tot Shakespeares late romances.

## Eerste opvoering en publicatie
Het stuk werd op 8 april 1634 door de drukker John Waterson in het Stationers' Register ingeschreven als "a TragiComedy called the two noble kinsmen by Jo: ffletcher & Wm. Shakespeare".  Datzelfde jaar verscheen het als kwarto-uitgave, waarbij op de titelpagina vermeld werd dat het was opgevoerd door The King's Men in het Blackfriars-theater. Het eerste optreden vond waarschijnlijk plaats in 1613 of begin 1614.
In september 2020 werd in de bibliotheek van het Royal Scots College in Salamanca een editie uit 1634 ontdekt van verschillende Engelse toneelstukken, waarin ook The Two Noble Kinsmen was opgenomen.

## Belangrijkste personages
- Theseus, hertog van Athene
- Palamon, neef van de koning van Thebe
- Arcite, neef van de koning van Thebe
- Pirithous, een Atheens generaal
- Artesius, een Atheense aanvoerder
- Valerius, een edelman van Thebe
- Zes ridders
- Een heraut
- Gevangenisbewaarder
- Vrijer van de dochter van de gevangenisbewaarder

- Dokter
- Broer van de cipier
- Vrienden van de cipier
- Gentleman
- Gerrold, een schoolmeester
- Hippolyta, vrouw van Theseus
- Emilia, haar zus
- Drie koninginnen
- Dochter van de cipier
- Emilia's dienaar

## Samenvatting
Het verhaal is gelijk aan wat Chaucer in The Knight's Tale vertelt, op een subplot na die Shakespeare eraan toevoegde. 
Palamon en Arcite, neven en vrienden, zijn na de nederlaag van hun stad Thebe gevangengenomen door de Atheners. Vanuit het raam van hun gevangenis zien ze prinses Emilia, en aangezien beiden verliefd zijn op haar verandert hun vriendschap in bittere rivaliteit. Na zijn vrijlating wordt Arcite verbannen uit Athene, maar hij keert terug in vermomming, vindt Emilia weer en wordt benoemd tot haar dienaar.
Intussen is de dochter van de cipier verliefd geworden op Palamon en helpt hem te ontsnappen, waarna deze opnieuw Arcite ontmoet. Om hun rivaliteit over Emilia te beslechten, besluiten ze om het uit te vechten in een openbaar toernooi. De in de steek gelaten dochter van de cipier wordt krankzinnig van verdriet, maar haar vorige minnaar weet haar te troosten door haar wijs te maken dat hij Palamon is.
Voor het toernooi begint, bidt Arcite tot Mars dat hij de strijd mag winnen; Palamon bidt tot Venus dat hij Emilia mag trouwen, Emilia bidt dat ze zal trouwen met degene die haar het meest bemint. Elk gebed wordt verhoord: Arcite wint het gevecht, maar wordt daarna van zijn paard gegooid en sterft, waardoor Palamon met Emilia kan trouwen.
- Bibliothèque nationale de France: cb122017092 (data)
- Gemeinsame Normdatei: 4185031-2
- Library of Congress Control Number: no2010025398
- Nationale Bibliotheek van Israël: 987007384688505171
- Système universitaire de documentation: 030641497
- Virtual International Authority File: 183367530